# 解放路立交桥
解放路立交桥又称郑州市中心区铁路跨线桥，是位于河南省郑州市的一座独柱式双塔斜拉桥。解放路立交桥于2010年12月26日通车，缓解了二七广场和河医广场立交桥的交通压力。
解放路立交桥主桥位于郑州站以北300-400米处，从北面进出郑州站的列车均会行经桥下，因此吸引了不少铁路迷在桥上进行拍摄。

## 简介
解放路立交桥西起河医广场立交桥二层转盘，向东沿建设东路跨越金水河、京广北路、京广铁路与陇海铁路后，再沿解放路跨越二马路与铭功路，东端设东南两座引桥，分别于解放路和福寿街落地。该桥全长1,710米，其中跨越铁路的主桥长460米，宽33米，双向六车道，双塔高64.5米。在主桥的西端，设有东向西方向通往京广快速路的出口，以及西向东方向的入口。

## 历史
- 2007年12月26日，解放路立交桥正式开工，为郑州市首座斜拉桥式立交桥[3]。
- 2010年10月26日，解放路立交桥实现全桥合龙。
- 2010年12月26日，解放路立交桥全线通车并举行通车仪式[4]。

## 途经的公共交通线路
| 行经巴士路线一览 | 行经巴士路线一览      | 行经巴士路线一览      | 行经巴士路线一览      | 行经巴士路线一览      |
| 编号             | 路线                  | 路线                  | 路线                  | 备注                  |
| ---------------- | --------------------- | --------------------- | --------------------- | --------------------- |
| G37              | 兴国路公交站          | ⇆                     | 会展中心              |                       |
| G52              | 东风南路商都路        | ⇆                     | 长江西路西三环        |                       |
| 109              | 已于2023年9月16日停办 | 已于2023年9月16日停办 | 已于2023年9月16日停办 | 已于2023年9月16日停办 |
| 553              | 中原工学院龙湖校区    | ⇆                     | 火车站南港湾          |                       |